# Université autonome de Guerrero
L'Université Autonome de Guerrero (Universidad Autónoma de Guerrero ou UAGro) est une institution publique et autonome d'éducation moyenne supérieure et supérieure dont le campus principal se trouve à Chilpancingo, dans l'état de Guerrero, au Mexique. Elle a des bâtiments à Acapulco, Taxco, Iguala, Tixtla, Ometepec, Cruz Grande et Tecpan de Galeana, entre autres.
Actuellement, l'Université Autonome de Guerrero offre 76 cours de niveau licence et 29 de niveau posgrado dans les domaines des sciences agropastorales, de la santé, des sciences naturelles, sociales et administratives, de l'éducation et des humanités, et de l'ingénierie.

## Historique

### Prédécesseurs
Dès que l'État de Guerrero est établi, en 1849, surgit le besoin de créer un centre d'enseignement d'éducation secondaire. Le 5 juin 1852, les libéraux guerrerenses promulguent le décret 36 par lequel est fondé l'Institut Littéraire d'Álvarez, dans la ville de Tixtla. Cependant, il n'a pas pu ouvrir ses portes pendant 17 ans, en raison de la guerre civile entre libéraux et conservateurs. Ce n'est qu'en 1869 que le général Francisco O. Arce, alors gouverneur de l'État, établit le décret 31, publié le 11 septembre, par lequel il relance l'institut. Le 16 septembre, il ouvre enfin ses portes, avec comme directeur le professeur Francisco Granados Maldonado. Les premières années, l'institut était en manque d'enseignants et de fonds ; il est alors déplacé à Chilpancingo au moment où cette ville devient la capitale de l'état de Guerrero, en 1870.

### Fondation de l'Université de Guerrero
En raison du dysfonctionnement de l'école normale, le gouverneur Rafael Catalán Calvo fonde le Collège d'État en avril 1942. Le projet éducatif du nouveau Collège se basait sur celui de l'Institut polytechnique national, où Calvo a étudié, avec des notamment des cours d'ingénieur topographique, expert agricole, expert bateau de pêche, expert conservateur de fruits de mer et poissons, et maître distillateur d'huiles essentielles. Le 20 décembre 1950, le Collège d'État devient une université, sans changer de nom, et s'affilie à l'Association Nationale d'Universités et Institutions d'Éducation Supérieure (ANUIES) (en).
Dans les années 1950, les étudiants demandent un changement de nom de l'institut, afin qu'il corresponde mieux à son statut. Le 22 juin 1960, le gouvernement de l'état créé l'Université de Guerrero (Universidad de Guerrero) qui incluait alors l'école normale et l'école supérieure, qui seront plus tard transférées au département de l'éducation.

### Mouvement étudiant et populaire de 1960
En 1960 se déclenche un mouvement étudiant et populaire à Chilpancingo (es). Le 21 octobre, les étudiants de l'université se mettent en grève et manifestent pour réclamer entre autres la démission du recteur de l'université Alfonso Ramírez Altamirano (parce qu'il n'avait pas de diplôme universitaire) et des augmentations de subventions. Le 31 octobre, la ville de Chilpancingo est le théâtre d'une manifestation d'étudiants et de citoyens, réunissant plus de 10 000 personnes selon le journal La Prensa. Depuis cette date, l'union est scellée entre la population et les étudiants, pour réclamer l'autonomie de l'université. Le 10 novembre, les forces affrontant le gouvernement se groupent sous nom de Coalición de Organizaciones Populares (COP, Coalition des organisations populaires). Le 30 décembre, l'armée met fin aux manifestations en massacrant des civils,. Officiellement, le nombre de victimes est inconnu.

### Autonomie
À la suite du massacre du 30 décembre 1960, le sénat décide le 4 janvier 1961 de retirer ses pouvoirs au gouverneur de Guerrero, Raúl Caballero Aburto (es) et nomme provisoirement Arturo Martínez Adame à sa place. Après ce changement, de nombreux étudiants, alors retenus en prison, ont été relâchés. Le nouveau gouverneur déclenche également le processus d'autonomie pour l'Université de Guerrero.
En janvier 1962 est constitué le conseil de l'université avec un nombre égal de représentants pour les étudiants et les enseignants. En février, le conseil de l'université choisit pour la première fois le recteur de l'université. En avril, le conseil prépare l'autonomie, définit les activités de fond et les différentes écoles rattachées à l'université. En 1963, les universitaires terminent le projet de loi organique qui déclare le plein exercice de l'autonomie de l'université. Cette loi sera publiée le 4 septembre 1963 dans le journal officiel du gouvernement de l'état de Guerrero sous le nom de « Ley Orgánica No. 24, de la Universidad Autónoma de Guerrero » (loi organique n°24 de l'Université Autonome de Guerrero), pour la première fois, l'autonomie de l'université est donc officiellement reconnue.